# NGC 3444
NGC 3444 је спирална галаксија у сазвежђу Лав која се налази на NGC листи објеката дубоког неба.
Деклинација објекта је + 10° 12' 38" а ректасцензија 10h 52m 59,4s. Привидна величина (магнитуда) објекта NGC 3444 износи 14,7 а фотографска магнитуда 15,5. NGC 3444 је још познат и под ознакама UGC 6004, CGCG 66-55, FGC 1148, PGC 32670.